# حاجي إيل بك
حاجي إيل بك (بالتركية الحديثة: Hacı İlbey) ـ (خوالي 1305 م ـ 1371 م) هو قائد عسكري عثماني في القرن الرابع عشر الميلادي، الثامن الهجري.
ولد حاجي إيل بك ـ فيما يرجح ـ في بالق أسير، في الشمال الغربي من الأناضول، حوالي سنة 1305 م، وكان وزيرًا في إمارة قرا صي الواقعة على الساحل الآسيوي لمضيق الدردنيل، والمزامنة للإمارة العثمانية في الأناضول، وعندما ضُمت هذه الإمارة إلى الإمارة العثمانية سنة 1361 م (في عهد أورخان الغازي ابن عثمان مؤسس الدولة العثمانية) دخل إيل بك في خدمة العثمانيين، وبذل جهودًا كبيرة في الفتوحات العثمانية في البلقان (الروملي).

## معركة صرب صنديغي
في سنة 1364 م (766 هـ) تكوّن تحالف صليبي لمحاربة العثمانيين بتحريض من البابا أوربان الخامس وبمشاركة من لايوش الأول ملك المجر (الذي قاد التحالف) وأوروش الخامس ملك الصرب، وتفرتكو ملك البوسنة، والأميرين الرومانيين باساراب ولايكو. ولدى توجه جيش التحالف (الذي كان قوامه يتراوح بين 60 ألف ومائة ألف مقاتل) إلى أدرنة ـ عاصمة العثمانيين آنذاك ـ باغتهم حاجي إيل بك (الذي كان على رأس قوة استطلاعية قوامها عشرة آلاف مقاتل) بهجوم ليلي أربكهم حتى قاتل بعضهم بعضًا في الظلام، وغرق الآلاف منهم في نهر مريج، وقُتل بعض أمرائهم، ونجا ملك المجر بصعوبة بالغة. وقد كان لهذا النصر دور مهم في تأمين مستقبل الحكم العثماني في البلقان.

## وفاته
لم يلبث حاجي إيل بك بعد معركة صرب صنديغي إلا قليلًا، إذ توفي سنة 1371 م. وتزعم بعض الروايات أن لالا شاهين باشا ـ بكلربك الروملي ـ هو الذي دس عليه السم خوفًا على مركزه من تعاظم شعبية حاجي إيل بك.